# 池上真之
池上 真之（いけがみ まさゆき、1982年4月27日 - ）は、日本の実業家。株式会社エブリスタ元代表取締役社長。サクラス株式会社代表取締役社長。

## 人物
ユーゴスラビア生まれ。中学生の時からプログラミングに興じる。慶應義塾大学理工学部情報工学科卒業後、2005年A.T.カーニーに入社。
A.T.カーニー在職中は、ロシアに半年間赴任するなど金融・消費財・メディア等の業界において幅広いテーマのコンサルティングを手がけ、金融ジャーナルや金融財政事情に寄稿・連載していたほか、社内表彰制度の創設などコンサルタントの士気向上にも積極的に取り組んでいた。
2009年11月にE★エブリスタ立ち上げのためにディー・エヌ・エーに転職。サービス企画チームリーダーとしてクリエイターへの報酬還元システムの導入等に携わった後、2011年同社取締役を経て、2012年代表取締役社長就任。
2015年3月末に退任し、現在はグロービス経営大学院で「ネットビジネス戦略」を教える傍ら、放送局や出版社のデジタル戦略コンサルティングに従事する。

## 著書
- 『会社を辞めて年収が上がる人、下がる人』小学館 (2016/5/17) ISBN 978-4-09-388475-4